# Кольський ВТТ
Кольський ВТТ (рос. КОЛЬСКИЙ ИТЛ И ОСОБОЕ СТРОИТЕЛЬСТВО 33, Кольлаг, Упр. Кольского ИТЛ и колоний УНКВД по Мурманской области) — підрозділ системи виправно-трудових установ СРСР в м.Мурманськ.
Час існування: організований 03.10.39;

закритий 07.02.41 — переданий у відання Будівництво 106 і ВТТ на правах будівельного відділення;

ОВТК передано УНКВС по Мурманській обл.
Реорганізований: 15.06.40 Управлінням Кольського ВТТ і ОСОБЛИВОГО БУДІВНИЦТВА 33 і ОВТК УНКВС по Мурманській обл. — в єдине Управління Кольського ВТТ і колоній УНКВС по Мурманської обл.
Підпорядкований: ГУЛАГ з 03.10.39;

ГУЖДС з 04.01.40.

## Виконувані роботи
- особливе залізничне будівництво «в р-ні Кольського п-ва, Зеленого мису і губи Ваєнги»,
- будівництво об'єктів № 41 і 65 в Мурманській обл. (з 01.01.40).

## Чисельністьз/к
- 01.01.40 — 4712,
- 01.07.40 — 7679;
- 01.01.41 — 5429,
- 01.02.41 — 5014